# قيقب بنسلفاني
القيقب البنسلفاني نوع نباتي ينتمي إلى جنس القيقب من الفصيلة الصابونية.